# Oligomyrmex antiquus
Oligomyrmex antiquus är en myrart som först beskrevs av Mayr 1868.  Oligomyrmex antiquus ingår i släktet Oligomyrmex och familjen myror. Inga underarter finns listade i Catalogue of Life.